# Squalus albifrons
Squalus albifrons es un escualiforme de la familia Squalidae, descrito en 2007. Habita en la plataforma continental de Queensland, Australia a profundidades de entre 220 y 510 m. La longitud del mayor espécimen medido era de 65 cm.
Su reproducción es ovovivípara.